# خلنج روسي
خلنج روسي (بالإيطالية: Erica Rossi)‏ هي عداءة سريعة إيطالية، ولدت في 20 نوفمبر 1955 في بولسانو في إيطاليا.

## وصلات خارجية
- خلنج روسي على موقع الاتحاد الدولي لألعاب القوى (الإنجليزية)
- خلنج روسي على موقع أوليمبيديا (الإنجليزية)